# Cá lúi xanh
Osteochilus brachynotopteroides (danh pháp hai phần: Osteochilus brachynotopteroides) là một loài cá thuộc chi Cá mè phương nam trong họ Cá chép. Loài cá này sinh sống ở Đông Nam Á.